# Ettore Giannini
Ettore Giannini (Nàpols, 15 de desembre de 1912 - Massa Lubrense, 15 de novembre de 1990) va ser un guionista i director de cinema italià, va dirigir vuit pel·lícules entre 1940 i 1967.

## Biografia
Llicenciat en dret, Giannini va començar la seva carrera com a guionista, escrivint drames radiofònics entre 1936 i 1938. Posteriorment, va estudiar direcció a l'Acadèmia d'Art Dramàtic i el 1936 va dirigir el seu primer curtmetratge La prua incatenata que va guanyar el premi Littorali.
En els anys següents, Ettore Giannini dirigirà altres tres pel·lícules: L'angelo bianco, Gli uomini sono nemici i Carrusel napolità. Aquesta última, en particular, obtindrà una gran aclamació de la crítica i farà que Giannini guanyi el premi internacional al 7è Festival Internacional de Cinema de Canes de 1954. Tot i així, la carrera de Giannini se centrarà principalment en els guions. Entre les seves obres s'inclouen Manovre d'amore, Processo alla città, Difendo il mio amore, La nonna Sabella, Per pochi dollari ancora i Colpo maestro al servizio di Sua Maestà britannica.
Giannini també va ser director de teatre i actor a Europa 51 de Roberto Rossellini. També va ser director de doblatge, encarregant-se de la sincronització de nombroses pel·lícules de Federico Fellini, però també de les edicions italianes d'El padrí (1972) i El padrí II (1974), ambdues dirigides per Francis Ford Coppola.
Tenia una placa de carretera a la zona de Barra, al municipi de Nàpols. També va ser commemorat per Aldo De Gioia de la Comissió de Toponímia.

## Filmografia parcial

### Director
- L'angelo bianco (1943) - codirigit amb Giulio Antamoro i Federico Sinibaldi
- Gli uomini sono nemici (1948)
- Carosello napoletano (1954)

### Guionista
- Processo alla città, de Luigi Zampa (1952)
- Colpo maestro al servizio di Sua Maestà britannica, de Michele Lupo (1967)
- El cinturó de castedat, de Pasquale Festa Campanile (1967)